# النمر البرونزي
النمر البرونزي (بن تيرنر) هو شخصية خيالية، وشرير خارق وبطل مخالف للعرف ظهر في الكتب المصورة الأمريكية التي تنشرها دي سي كومكس.

## تاريخ النشر
ظهر النمر البرونزي للمرة الأولى في قبضات التنين، رواية دينيس أونيل وجيم بيري الذي يقوم ببطولته ريتشارد دراغون.

## السيرة الذاتية للشخصية الخيالية

### السنوات المبكرة
يأتي بن تيرنر من حي أسود في الطبقة الوسطى العليا في وسط المدينة. عندما كان في العاشرة من عمره فقط، رأى لصًا يهاجم والديه، وشرع في قتل الرجل بسكين مطبخ. في محاولة للسيطرة على غضبه الداخلي، ينتقل تيرنر إلى تعلم فنون الدفاع عن النفس (وفي النهاية، إلى الجريمة). بعد مرور بعض الوقت، يقرر تيرنر السفر إلى الشرق الأقصى لكي يتصالح مع شياطينه. هناك يلتقي بـأو-سينسي، ويدراس تحت قيادته، جنباً إلى جنب مع ريتشارد دراغون في وقت لاحق. يعد الأجتماع بين تيرنر ودراغون بمثابة بداية سلسلة ريتشارد دراغون مقاتل الكونغ فو. بعض الوقت بعد أن يقترب منهم بارني لينغ، من المنظمة المعروفة بأسم G. O. O. D. (المنظمة العالمية للدفاع المنظم)، وعملهم (ممانع) عن عمل لينغ بمثابة أساس لسلسلة مقاتلات الكونغ فو. 
في الفلاش باك في دي سي كوميكس تقدم #39 (1981) يكتشف ريتشارد دراغون أن تيرنر قد تم غسل دماغه ليصبح النمر البرونزي من قبل البروفيسور أوجو، ثم أستخدمه بارني لينغ (الذي تبين بأنه خائن). يثبت دراغون وتيرنر بأنهما متساويان في القتال، الذي ينتهي فقط عندما يسقط لينغ عن طريق الخطأ من النافذة. 

### عصبة القتلة
في وقت لاحق، في الفرقة الأنتحارية #38، تظهر مهنة تيرنر الإضافية، حيث يتم تعيينه بجانب دراغون من قبل الملك فاراداي للعمل من أجل C. B. I. (المكتب المركزي للأستخبارات). وقد تم أبتكارها لإسقاط عصبة القتلة ويتم كتشف دراغون وتيرنر من قبل العصبة، الذين يقتلون خطيبة تيرنر، ميوشي، ويشرعوا في غسيل دماغ تيرنر. كان تيرنر يتخلص من شياطينه من خلال توجيههم إلى هوية النمر البرونزي، وهو قاتل مقنع يعمل لدى العصبة.
وخلال هذه الفترة، يقوم أيضاً بتدريب أبنة القاتل ديفيد قابيل' كاساندرا، جنباً إلى جنب مع أعضاء آخرين من العصبة. كما طور النمر البرونزي، تيرنر سمعة مخيفة في العالم، وتبقى هويته سرية للجميع ماعدا للعصبة.
بما أن النمر البرونزي، كان بن يُخاف من حول العالم، وكان سينسي يتمتع بالذكاء الكافي ليضمن أن بن لا يقلع عن قناعه، ويرسله في مهمة جديدة بمجرد أنتهائه من مهمة أخرى. لبعض الوقت، كانت هويته سرية وأصبح واحداً من أكثر المجرمين المطلوبين، النمر البرونزي بكونه قاتل محترف، قتل في ثلاث قارات.
يعلم الملك فارادي هوية النمر البرونزي الحقيقية، ويعد فرقة إنقاذ من ريك فلاير ونايتشايد. وأنتشلوا النمر، وتم إنكاره من قبل أماندا والر، التي ستدير لاحقاً الفرقة الأنتحارية.

### الفرقة الأنتحارية
تعيّن والر لاحقاً تيرنر بالفرقة الأنتحارية، وتضعه ليصبح قائد الفريق، لكنه ينتهي بالجزء الثاني من الفريق تحت قيادة ريك فلاج. في المهمة الأولى للفريق، يواجه النمر رافان، الذي يعيقه، لكنه يرفض القتل. يقوم تيرنر بتطوير علاقة مع فيكسن، في حين يقوم أحد أفراد طاقم الفرقة، وهو فلو كراولي، بتمثيل شخص ما. بعد أجتماع مع رافان مرة أخرى في وقت لاحق، يقنعه تيرنر بالأنضمام إلى الفريق، وأصبح الاثنان ثنائيين فاعلين في القتال. 
كانت الفرقة الأنتحارية مأهولة في الغالب من قبل الأشرار، ولكن النمر يعتبر واحد من أعضاء الفرقة 'الجيدين'، ويهدف إلى تحقيق التوازن من بين الشخصيات. وهو غالباً ما يفرض قواعد والر، مثل إجبار العديد من أعضاء الفرقة على ارتداء أجهزة مصممة لإجبارهم على السلوك الجيد. ظهرت قصة النمر البرونزي الفردية مكافأة الكتاب في الفرقة الأنتحارية #21 (كانون الأول / ديسمبر 1988).
في نهاية المطاف، تؤدي الطبيعة الفاسدة للفرقة إلى رحيل ريك فلاغ وعلى مايبدو ميتاً في أنفجار نووي. يصبح تيرنر قائد الفريق، وهو دور يجيده، وغالباً ما يعصي الأوامر المباشرة لإنقاذ حياة رفاقه (حتى لو كانوا «مستهلكين»). عضو الفرقة الدوقة، في الواقع هي لاشينا جندية من أبوكوليبس، تخون الفريق وتأخذ الكثير، بما في ذلك فلو إلى أبوكوليبس. ولا تنجو فلو من الأختطاف.
في نهاية المطاف يُواجه تيرنر من قبل رؤسائه عن أفعاله، وفي الأجتماع التالي، يستقر عقل تيرنر. يهرب، ويسافر إلى الشرق (يترك فيكسن في العملية)، حيث يقضي بعض الوقت في الإنكشارية.
في نهاية المطاف، تقوم أماندا والر بإصلاح الفريق  وتعيد تعيين تيرنر مرة أخرى. في مرحلة تيرنر، يصبح رجلًا مضطربًا للغاية، أحدهما ينأى بنفسه عن فيكسن، وكان يصرخ بأستمرار على رافان لمواجهته. في مهمة بعد فترة وجيزة من أصلاح الفريق تصاب فيكسن، مما يفتح مشاعر تيرنر نحوها مرة أخرى. يعود في الغالب إلى حالته الذهنية القديمة. وبعدها تترك فيكسن الفريق.
في المهمة الأخيرة للفريق، تكافح الفرقة لتحرير دولة جزرية صغيرة من طغيان حاكمها الذي يبدو خالدًا. وكان يجب على الفريق أن يمر عبر غابة معروفة بتسببها في الهلوسة. في حين يخوض كل شخص تجربته الخاصة في الهلوسة، يواجه النمر البرونزي نفسه. ويهزم نفسه، ومن ثم يتخلص من شياطينه، ويصبح مرة أخرى شخصًا كاملًا. الطاغية الذي يُهزم في وقت لاحق من قبل والر.
بعد مغادرة الفريق بوقت قصير، أصبح تيرنر جزءًا من فريق بروس واين للبحث عن جاك دريك (والد تيم درايك) وشوندرا كينسولفينج، اللذان اختطفا. ويتعاون مع السهم الأخضر وجيبسي أعضاء في فريق عمل فرقة العدالة قصيرة الأجل. تصبح جيبسي في علاقة عاطفية مع النمر. الذي يصبح في وقت لاحق مرشدها في فنون الدفاع عن النفس. 
في قصة بعنوان فتاة الوطواط في عام 2005، تبدأ كاساندرا كاين بالبحث عن أمها التي تعتقد بأنها لايدي شيفا. تتعقب تيرنر في ديترويت حيث افتتح «دوجو النمر». كلاهما قادر على التوافق مع تورط تيرنر في تدريب كاساندرا ويعرب عن اعتزازه بكونها بطلة. يلتقي النمر البرونزي مع باتمان بعد ذلك بوقت قصير. ليوقف مجموعة من الأشرار والأنتقام لسيده.

### الحرب العالمية الثالثة وما بعدها
في حدث الحرب العالمية الثالثة، يظهر النمر البرونزي متقاعدًا، ولكن تتم إعادته إلى العمل من قبل أماندا والر.
في كش ملك (المجلد. 2) النمر البرونزي ينقذ ريك فلاغ من سجن سري في قوراك، حيث تم الحكم عليه بالسجن لمدة أربع سنوات. ومن الملاحظ بأنه كان يرتدي زيًا مختلفًا عن الزي الذي كان يرتديه مع عصبة القتلة، مع قناع رأس النمر (بحسب الكاتب نونزيو ديفيلبيس، يرتدي القناع لإثبات بأنه لم يعد لديه أي قوة عليه). بعد ذلك تظهر أماندا والر في دوجو النمر، وتكشف لبن بأنها سربت المعلومات حول مكان وجود ريك. ثم تقوم بعد ذلك بمساعدتهم في تعقب الفرقة الأنتحارية المختلة المفترضة، وهو فريق كان يديره في الواقع «ريك فلاغ» و «تيرنر» بناءاً على طلب والر. 
في العد التنازلي #39، يظهر النمر البرونزي من بين أعضاء الفرقة الأنتحارية في محاولة لجلب «المزمار الأرقط» و «المحتال».
في ظهور حديث في السلسلة المصغرة غوثام تحت الأرض، يظهر النمر البرونزي من بين أعضاء الفرقة الأنتحارية الذين يعتقلون ذو الوجهين، مات هاتر، هوغو سترينج، الفزاعة. وبينما كان يجتذب الفزاعة، يتعرض لغاز من قِبَل الشرير الذي يهرب، مما يكشف عن خوفه السابق غير المكشوف من الحشرات.
يظهر النمر البرونزي في الون-شوت ذات الصلة بـالليلة الظلماء بعنوان الليلة الظلماء: الفرقة الأنتحارية #67 (جزء من سلسلة من الوان-شوت تعمل كأعداد إضافية للسلسلة الطويلة التي تم إلغاءها منذ فترة طويلة). وهو يعمل مع زملائه أعضاء الفرقة الأنتحارية كونت فيرتيغو وريك فلاغ لإسقاط زعيم المخدرات المكسيكية. عندما يحاول الستة السرية محاولة أقتحام سجن بيل ريف، يتجول النمر البرونزي مع الرجل القط ليرى فن-القط للدفاع عن النفس المتفوق.

### الـ52 الجديدة
في الـ52 الجديدة (2011 تمهيد لكون دي سي كوميكس)، يظهر النمر البرونزي بوصفه عضواً في عصبة القتلة.

## القوى والقدرات
لا يمتلك النمر البرونزي أي قوى ميتاهيومان، ولكنه فنان محترف في مجال الدفاع عن النفس، وقد أتقن أنماطًا مثل الأيكيدو، هابكيدو، جيت كون دو، جوجوتسو، جودو، كاراتيه، كونغ فو، سافات والتايكوندو. وقد تفوق على أبرز المقاتلين في فنون الدفاع عن النفس مثل "باتمان" وقاتل ريتشارد دراجون إلى طريق مسدود. هو بمستوى سيدة شيفا.

## إصدارات أخرى

### أمالغام كوميكس
النمر البرونزي هو حاكم واكاندا ويسمى ب'نشالا؛ مزيج من النمر البرونزي (DC) النمر الأسود (مارفيل).

### مغامرات باتمان
يظهر النمر البرونزي جنباً إلى جنب مع العنكبوت الأسود، ديدشوت، فاير فلاي، وعدد قليل من الأشرار الخارقين كجزء من عصابة القناع الأسود في DCAU مغامرات باتمان.

### باتمان: معتوه آركام
يظهر النمر البرونزي بشكل موجز في كوميكس باتمان: معتوه آركام «عملية: أقتل الجوكر» أثناء الفلاش باك عندما انضم ديدشوت إلى الفرقة الأنتحارية.

### السهم: الموسم 2.5
يظهر النمر البرونزي في كوميكس السهم الرقمي السهم: الموسم 2.5 كان يعمل كجزء من الفرقة الأنتحارية، يقتل أعضاء من طائفة الهجمة المتطرفة في جمهورية كراسينا. بعد ذلك، كان هو وديدشوت يتدربان في مقر A. R. G. U. S. يطرح عشرة رجال في 7 ثوان. في وقت لاحق، هو وبقية الفرقة تم نشرهم للتوجه إلى كاهنداق لإخراج الهجمة، مع انضمام ديغل إليهم. يتخلى النمر البرونزي عن نفسه كعضو في الهجمة، وبإلهاء لوتون، يبدأ قتل الأعضاء. بعد أن قام رافان نصار بوضع قنبلة بالقرب من شاحنة الهجمة، تعثر الفرقة على أحد الناجين، على أمل أن يستخدموه لقيادتهم إلى معقل خيم-آدم. بعد تعذيب الناجي، يخبرهم عن مخبأ خيم-آدم: وهو عبارة عن شبكة كهف تحت جبال صحراء آهك-تون. يقتحم النمر البرونزي والآخرون المخبأ، ولكن بعد معركة قصيرة مع خيم-آدم، يقتل بن بمخالبه الخاصة. ويأخذ ديدشوت جثته بعيداً، لدفنه في بلده. 

### الظلم: الآلهة بيننا
يظهر النمر البرونزي في السنة الخامسة من الكوميكس المبني على أساس لعبة الفيديو التي تحمل نفس الأسم. شوهد مع تويدليدوم وتويدليدي، القناع أسود، الفزاعة، مان-بات، مات هاتر الذين يجتمعون على داميان واين ويستخدم مهاراته لطرحه أرضاً. ثم يستحوذ دايتمان على النمر البرونزي لضرب بقية المجرمين بالإضافة إليه.

## في وسائل الإعلام الأخرى

### التلفزيون
- يظهر النمر البرونزي في باتمان الجرأة والشجاعة، الذي عبر عنه غاري أنتوني ستورجيس. معلم سابق وأفضل طالب في الوونغ فاي في قرية صغيرة، فخور كثيرًا بالفن العسكري. في حلقة «عودة الأنياب المخيفة!»، يساعد باتمان في محاربة الثلاثي الرهيب في شراكة مترددة بعد أن قتلوا معلميهم. يأخذ قوة وودانغ  توتيم (أخذها مع وصف باتمان الدرس الأكثر أهمية في الوونغ فاي: «عندما تُهزم، غش».) خلال معركة مع الثلاثي الرهيب، تحول إلى نمر. عاد إلى طبيعته بعد القتال، وقرر إعادة فتح مدرسة الوونغ فاي، ومباراة ودية أخرى مع باتمان. بالإضافة إلى ذلك، يظهر النمر البرونزي في ظهور موجز غير متكلم في ثاني جزء من الجزء الثاني من حلقة «حصار ستارو!»، كواحد من الأبطال الذين يستحوذ عليهم ستارو ويظهر مرة أخرى في وقت لاحق متحرراً من سيطرة ستارو. وأخيرًا، يظهر بشكل مختصر في السلسلة الأفتتاحية للمسلسل، من بين العديد من الأبطال الآخرين المعروفين.
- مايكل جاي وايت يصور بن تيرنر/النمر البرونزي في العمل الحي مسلسل السهم.[7] بالإضافة إلى قدراته الفنية القتالية، لديه قفازان مع ثلاثة مخالب تجعله هائل بشكل لايصدق، وقادر على إبعاد السهام من مسافة قريبة. في «الهوية»، يشكل النمر البرونزي تحالفًا مع الصين البيضاء والثالوث الصيني.  بالتعاون مع شركة الصين البيضاء، قام بسلسلة من الغارات على وسائل نقل المستلزمات الطبية لمستشفيات مدينة ستارلينغ. في مقابل مساعدة الثلاثي ليحصل على فرصة للقتال وقتل السهم. خلال غارة على شاحنة نقل طبية، يتمكن السهم من عرقلة النمر البرونزي من خلال أستخدام السهم المكهرب. وفي وقت لاحق ظهر في «الهزات» حيث يهرب من السجن بمساعدة تاجر أسلحة قام بعد ذلك بتوظيفه لسرقة نموذج من جهاز الزلزال من قصر ميرلين. يسترد الجهاز ولكن بعد هزيمته من قبل السهم و روي هاربر. عند عودته إلى السجن، يتم الأتصال به من قبل أماندا والر مع أقتراح بإيقاف جزء من عقوبته من خلال تجنيده في فرقة. ويظهر بن مرة أخرى في حلقة «الفرقة الأنتحارية» كعضو في الفريق.[8] يتم إطلاق سراح بن من سجنه من قبل A. R. G. U. S. للمشاركة في مهمة مع الفرقة الأنتحارية. ويشغل منصب حارس شخصي مثل جون ديغل ويزيف إطلاق النار عليه من قبل ديدشوت من أجل مساعدة ديغل كسب ثقة غلام قادر. في وقت لاحق عندما يأسر قادر وكان على وشك أن يقتل ليلى مايكلز، بن يقتل الرجل.

### الأفلام
- تظهر نسخة كونية بديلة من النمر البرونزي في فرقة العدالة: الآلهة والوحوش، عبر عنه عارف س. كينشين.
- يظهر النمر البرونزي كواحد من الشخصيات الرئيسية في الفرقة الأنتحارية: جحيم للدفع، عبر عنه بيلي براون. في هذا الإصدار كان عميل سابق لوكالة المخابرات المركزية، والذي أصبح مقتص بعد مقتل خطيبته ميوشي من قبل عضو سابق في عصبة القتلة. في يومنا هذا، يتم تجنيده من قبل عمل أماندا والر في فرقة برنامج X وإرساله للقيام بمهمة للعثور على «ستيل ماكسوم»، لإسترداد بطاقة «الخروج من الجحيم» بأي وسيلة. ويظهر أن يكون الأكثر أخلاقاً من أعضاء الفرقة بسبب أنه لديه نذر بأن لا يسلب أي حياة بريئة. وكذلك لديه أيضاً علاقة سيئة مع ديدشوت، كما أنه لديه ضغينة عالية ضد القتلة مثل الشخص الذي قتل خطيبته. بعد قتال مع ديدشوت للمضي قدماً في محاولة فاشلة لرؤية ابنته زوي، عهد النمر البرونزي من قبل والر ليكون قائد الفريق. مباشرة بعد قيام أتباع البروفيسور زووم لخطف وتجنيد كيلر فروست، يساعد النمر البرونزي الفرقة على تعقب زميلته، ولكن يقع في فخ زووم بالقنبلة النانوية التي أزالها من كيلر فروست وتغضب والر وتقوم بتفجير القنبلة. يصاب النمر البرونزي بجروح بالغة من قبل الانفجار، مما أدى إلى استئناف ديدشوت دور قائد الفريق. وتستأنف الفرقة لاحقاً المهمة، تاركة وراءها النمر البرونزي داخل السيارة (حيث يتصر والر على ملاحقة فاندال سافاج بدلاً من إرساله إلى المستشفى). يظهر لاحقاً مرة أخرى في المواجهة النهائية ويوقف كابتن بومرانج من الحصول على البطاقة والهروب بها وتشتيت انتباه زووم بما يكفي حتى على الرغم من تمكن زووم من إعادة فتح جراحه باستخدام خنجر صغير. بفضل قوته في الأخير، يتمكن النمر البرونزي من قطع أصابع زووم باستخدام نفس الخنجر الصغير لإسقاط البطاقة من يديه، مما سمح لـديدشوت بقتل زووم. وهو على شفير الموت، يتصالح النمر البرونزي مع ديدشوت، الذي بدوره يمرر البطاقة التي ترسله مباشرة إلى الجنة.

### ألعاب الفيديو
- يظهر النمر البرونزي في باتمان: أصول آركام بلاكغايت، مع غاري أنتوني ستورغيس إعادة تأدية دوره من باتمان: الشجاعة والجرأة. في هذا الإصدار هو بطل قتال السجن. ينهي باتمان قتال النمر البرونزي في «ساحة» البطريق. وبهزيمة باتمان للنمر البرونزي، يهاجم رجال البطريق للأنتقام من باتمان لكي لا ينهي النمر البرونزي. يستعيد النمر البرونزي وعيه ويساعد باتمان في هزيمة رجال البطريق. بعدها، قامت كل من أماندا والر وريك فلاغ بنقل كل من النمر البرونزي وديد شوت في طائرتهما المروحية، ويخططان لضم الأثنان في الفرقة الأنتحارية.
- يظهر النمر البرونزي كشخصية قابلة للعب في ليغو باتمان 3: ما وراء غوثام، عبر عنه آيك أمادي. رأسه وقبعته مماثلة لتازار من أساطير شيما.

### الألعاب
- النمر البرونزي هو جزء من الموجة 18 من كون دي سي الكلاسيكي في عام 2011، متضمناً شكله الإنساني وقناع رأس النمر.[9]

## وصلات خارجية
- الدليل غير الرسمي DC Comics دخول